# Edições do Festival Internacional de Linguagem Eletrônica
A lista abaixo contém todas as edições do Festival Internacional de Linguagem Eletrônica, evento de artes de novas mídias que mistura tecnologia, vídeos, animações e games com instalações interativas; promovido desde 2000. Em São Paulo, os eventos acontecem no espaço do Centro Cultural Ruth Cardoso da Federação das Indústrias do Estado de São Paulo (Fiesp), localizados no prédio número 1.313 da Avenida Paulista, contando com o apoio do Serviço Social da Indústria (SESI), grupo que é vinculado à Fiesp e atua na área de fomento de ações voltadas a produtividade industrial e ao bem estar do trabalhador. Em outras cidades do Brasil, acontecem em parceiros locais.

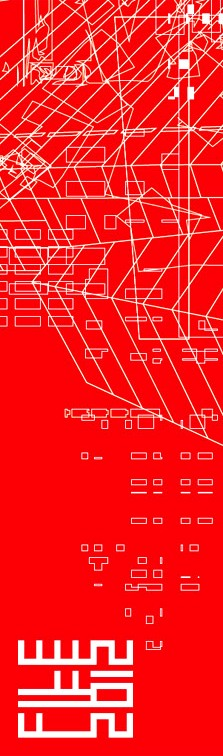
Cartaz do FILE São Paulo 2012

## 2012 (13ª edição)
A 13ª edição do maior encontro brasileiro sobre arte digital aconteceu entre 17 de julho e 19 de agosto de 2012.
Toda o evento foi responsável pela utilização dos espaços: Espaço FIESP, Galeria de Arte, o Espaço Mezanino, e o Teatro do SESI-SP, além do Museu da Imagem e do Som (MIS) e das estações de metrô Consolação e Trianon-Masp.
Sua edição foi marcada por obras de diferentes partes do mundo que traziam diversos tipos de animação (desde curtas e longas-metragens como experimento, até filmes de grandes estúdios) e obras de artes na realização de um trabalho interativo. Por exemplo:
- Starry Night - Petros Vrellis, de artistas gregos, que fazia fluxos e ícones da pintura original de Van Gogh ganhar vida.
- Haab Entertainment - Good Vs. Reasom, de russos, que reunia mais de 30 aplicativos em e-books, games e entretenimento, para serem utilizados em tablets com os sistemas Android e iOS. Era uma combinação entre livro interativo, animações e jogos de vários gêneros.
- Heidi Foster aka Toxic Menges - a Petrovsky flux, do Reino Unido, que utiliza os princípios de filmagem da vida real para garantir profundidade e realismo a obra. É arte digitar dentro do Second Life.
- GayBird - Digital Hug, diretamente de Hong Kong, é uma performance musical que une instrumentos criados pelo artista a imagens e animações projetadas.

## 2013 (14ª edição)

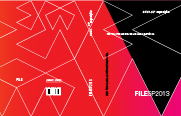
Cartaz do FILE São Paulo 2013

A 14ª edição do Festival Internacional de Linguagem Eletrônica (FILE) aconteceu em São Paulo e teve início no dia 23 de julho se estendendo até 1° de setembro. A exposição era interativa e tinha como tema principal a arte e a tecnologia, através de 23 obras. A programação ocupou espaços do Centro Cultural Fiesp – Ruth Carsoso, na Avenida Paulista e a entrada foi gratuita.
Em 2013, o Festival apresentou o inédito File Led Show, que contou com apresentações de obras interativas do premiado grupo francês 1024 Architecture, na Galeria de Arte Digital Sesi-SP. A obra vinha com a premissa de uma comunicação direta do público com as imagens apresentadas no grande painel luminoso. Com a voz, os visitantes puderam mudar as imagens exibidas.
Abaixo alguns exemplos das obras:
- Arart, de Takeshi Mukai, Kei Shiratori e Younghyo Bak (japoneses), que consiste em um aplicativo para iPad e permitia aos visitantes alterar pinturas renomadas e clássicas da história, como a "Moça com Brinco de Pérola", de Johannes Vermeer ou "Monalisa", de Leonardo da Vinci.
- Balance from Within, de Jacob Tonski (norte-americano), trata-se de um sofá de 170 anos (localizado logo na entrada da exposição) equilibrado em apenas um de seus 4 pés, provocando a sensação de que a peça pode cair a qualquer instante. Na realidade, a obra é sustentada por um mecanismo robótico.
- Cloud Pink, do coletivo de artistas Everyware (sul-coreanos), no qual o público pôde movimentar e criar desenhos em nuvens que eram projetadas em uma tela no alto da sala, utilizando a ponta de seus dedos.

## 2014 (15ª edição)

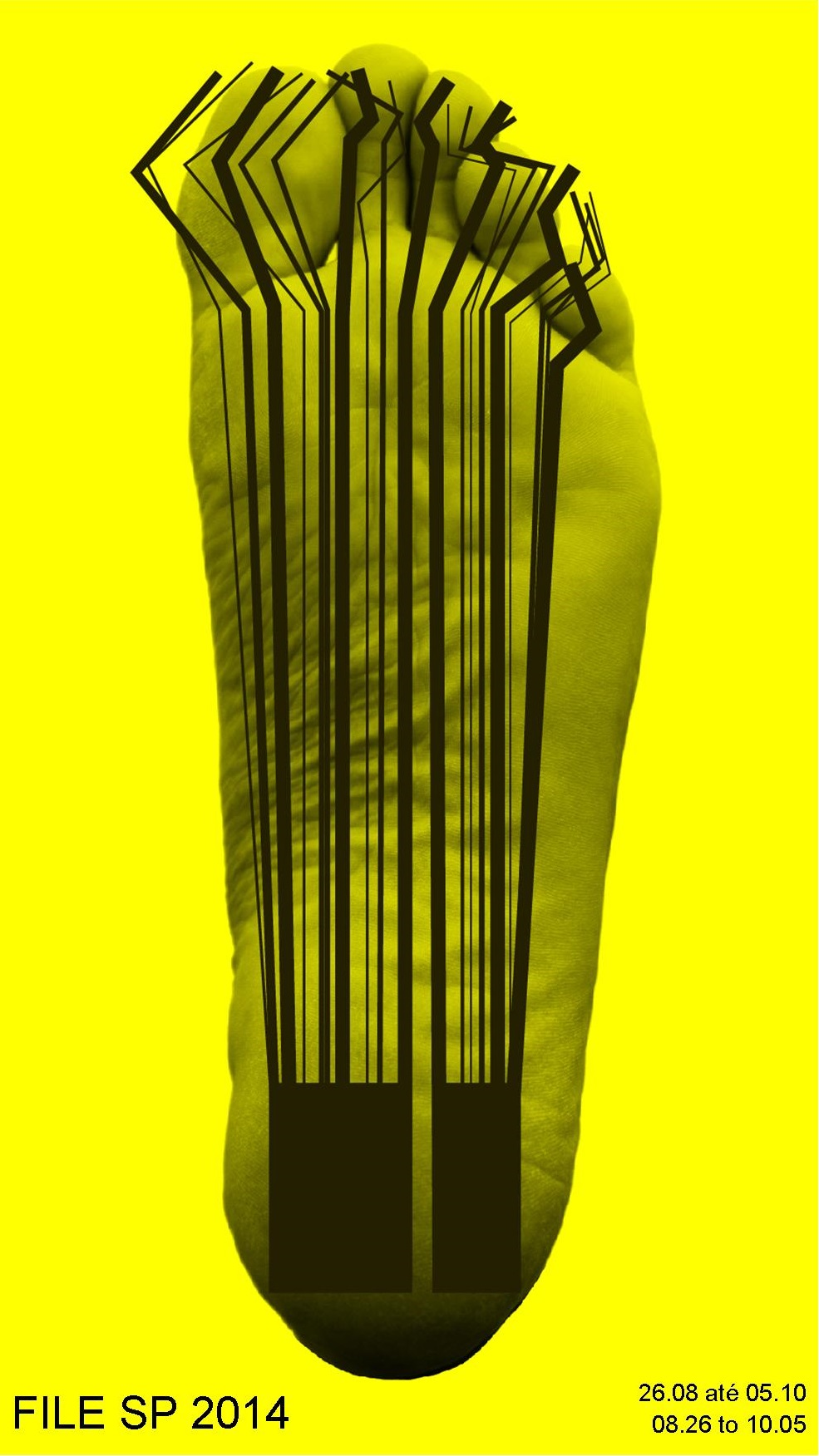
Cartaz do FILE São Paulo 2014 - No Rastro Digital

A 15ª edição do festival ocorreu entre 26 de agosto até 5 de outubro. Reuniu performances, videoarte, jogos, instalações interativas e muito mais, todas produzidas por artistas das mais diversas partes do mundo. Os organizadores dessa edição foram Paula Perissinotto e Ricardo Barreto. O FILE conta também com o Anima, festival de animação, filmes que receberam prêmios no Japan Media Arts Festival, animações do maior evento de animação internacional, o Siggraph e uma seleção da Raquel Fukuda (curadora), exibindo alguns curtas premiados, a exemplo de “Faroeste – um autêntico Western”, do brasileiro Wesley Rodrigues.
Dentre as obras apresentadas, é possível citar:
- The Mamori Expedition, de Els Viaene (belga), onde o público acessa o caminho seguido pela artista em sua experiencia quando realizou uma expedição na floresta Amazônica. É possível inclusive ouvir os sons do ambiente em que ela esteve.
- Escada Adentro, da bailarina Thembi Rosa em conjunto com os artistas Paula Santos e Lucas Sander (brasileiros), consiste em uma videoinstalação que traz à tona ações inusitadas que são realizadas em uma superfície onde a proporção do movimento de um corpo é mantida em relação a uma escada. A obra foi concebida por meio de um sistema de mapping.
- Syn-Phon, de Candas Sisman (turca), na qual é criada relações entre o ambiente gráfico das timelines dos computadores com sons de alguns instrumentos, a exemplo do trompete e violoncelo.
- Martela, de Ricardo Barreto & Maria Hsu (brasileiros), se trata de um equipamento formado por 27 motores que resulta em um robô tátil em formato de uma cama, no qual o visitante pode deitar e sentir os estímulos que partem do teclado dos sensores, que é realizado por outra pessoa. Esses movimentos podem ser múltiplos, singulares e em inúmeras direções e sentidos. O resultado são situações às vezes agradáveis e às vezes conflituosas.
- Simulacra, de Karina Smigla-Bobinski (alemanhã/polonesa), que interage com o público por meio de vídeo digital interativo. Quando a pessoa manipula as lentes de aumento de frente a um monitor de computador, se depara com imagens de pés, fios de cabelos negros e mães que emergem da tela branca. Ao virar a lente para os próprios olhos, o visitante é surpreendido com novas imagens, e assim sucessivamente.
- Túnel, de Leonardo Crescenti & Rejane Cantoni (brasileiros), consiste em uma estrutura cinética que é interativa e ao mesmo tempo imersiva, composta por 92 pórticos desalinhados em função de onde a massa e corpo do visitante está posicionada. Para quem está olhando por fora, os movimentos internos ou o seu deslocamento em relação à obra produzem certos efeitos óticos cinéticos.
- Reler, de Raquel Kogan (brasileira), se baseia em uma prateleira de madeira que segura cerca de 50 livros. Os livros que estão nela não têm o objetivo de serem lidos, mas sim de serem ouvidos pelo público.

## 2015 (16ª edição)

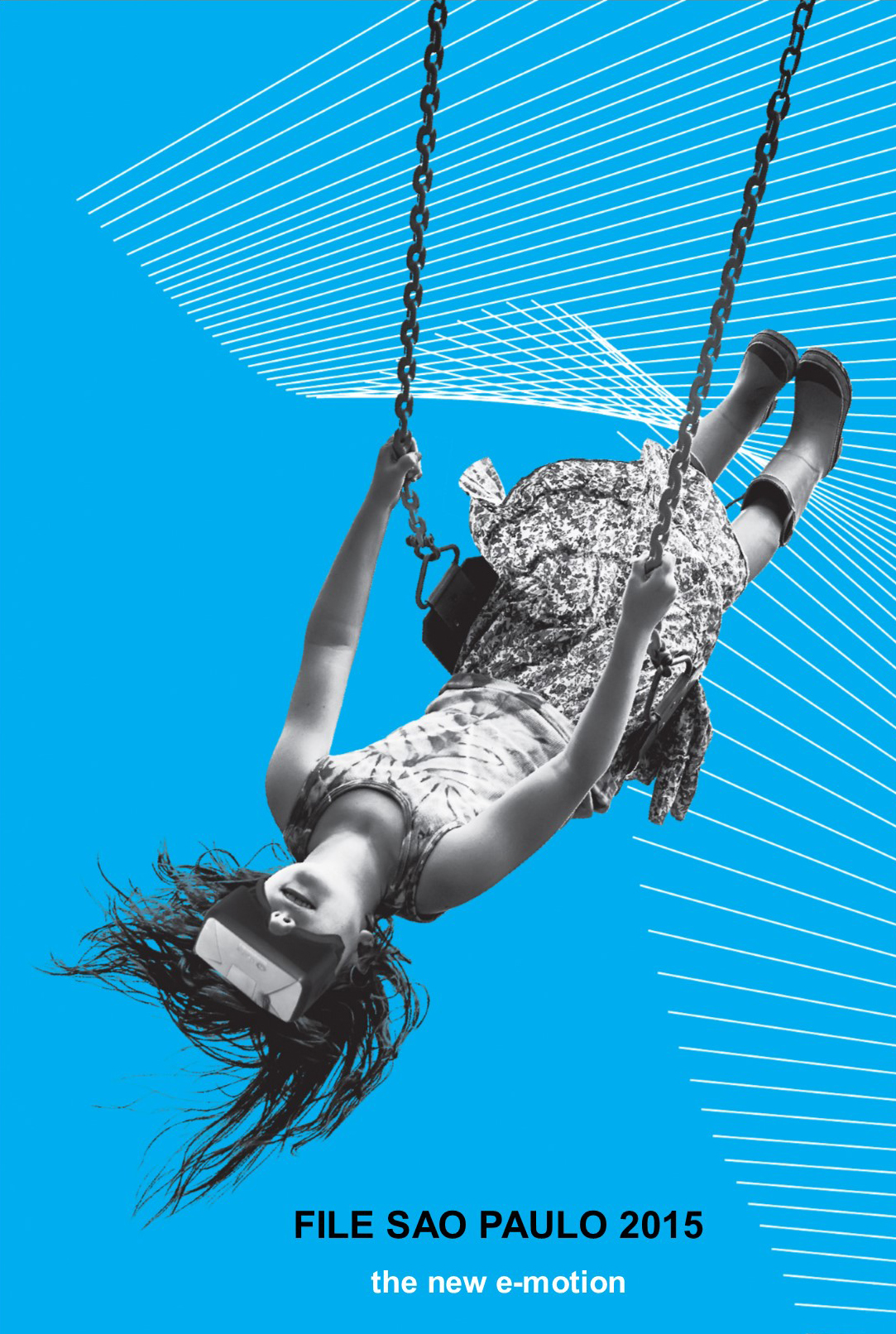
Cartaz do FILE São Paulo 2015 - The New e-Motion

A 16ª edição do FILE aconteceu de 16 de junho a 16 de agosto. Durante o evento, além das exposições, uma série de oficinas foram realizadas ao ar livre, nas calçadas da Avenida Paulista e nas estações de metrô Trianon-Masp e Consolação, reunindo diversas modalidades de propostas artísticas como jogos para múltiplas plataformas, arte em vídeo e web, instalações interativas, entre outras. A participação em todas elas é gratuita.
Dentre as obras, é possível citar:
- Visions of Reality, de Gustavo Deutsh (austríaco), que apresenta um filme que dá vida a 13 trabalhos de Edward Hopper, contando a história de uma moça que faz o público observar uma era da história americana através de seus pensamentos, contemplações e emoções. Uma distribuição da EASTWEST FILMDISTRIBUTION GMBH.
- Solar Pink Pong, de Assocreation (grupo de artistas norte-americanos e austríacos), que consiste em um misto de vídeo game e jogo de rua. Se trata de um reflexo de luz solar rosa na rua com o qual os jogadores interagem com a animação utilizando sombras e seus próprios corpos.
- Big Beat, de Håkan Lidbo & Magnus Frenning (suecos), é uma caixa/jogo gigante, social e coreográfica de ritmos. De acordo com a posição corporal desconhecida que a pessoa vai realizando, novos botões são apertados para criar novos ritmos. A obra incentiva a interação social, uma vez que, quanto mais jogadores, melhores ritmos são revelados.
- Futuro do Pretérito, de Lea van Steen & Raquel Kogan (brasileiros), utiliza de óculos customizados para que se assista o que o visitante assistiu e o tempo que ele os usou, transportando o público para um universo diferente, capaz de perceber intervenções sonoras.
- Meditation, de Minha Yang (sul coreana), são padrões irregulares de som em 3 instalações audiovisuais expressados através de incontáveis símbolos diversos. O som passa por transformações e resulta na imagem de ondas, causando um efeito relaxante, podendo ser usado como ferramenta para meditação.
- Border Mover, de Nika Oblak & Primoz Novak (eslovenos), que consiste num mecanismo que transforma imagem 2D em 3D, explorando limites psicológicos e físicos. Retrata um indivíduo contemporâneo, preso na tecnologia e na rotina de sua vida cotidiana, lembrando a monotonia das máquinas operacionais.
- A Time Capsule of Life, de Ronald van der Meijs (holandês), se trata de uma escultura interativa com a estrutura de sacos plásticos. Ligados a tubos de ar, eles se enchem de acordo com a movimentação do público que agora faz parte desse sistema. Sem a presença de um espectador ativo, a escultura lentamente retrocede.

## 2016 (17ª edição)

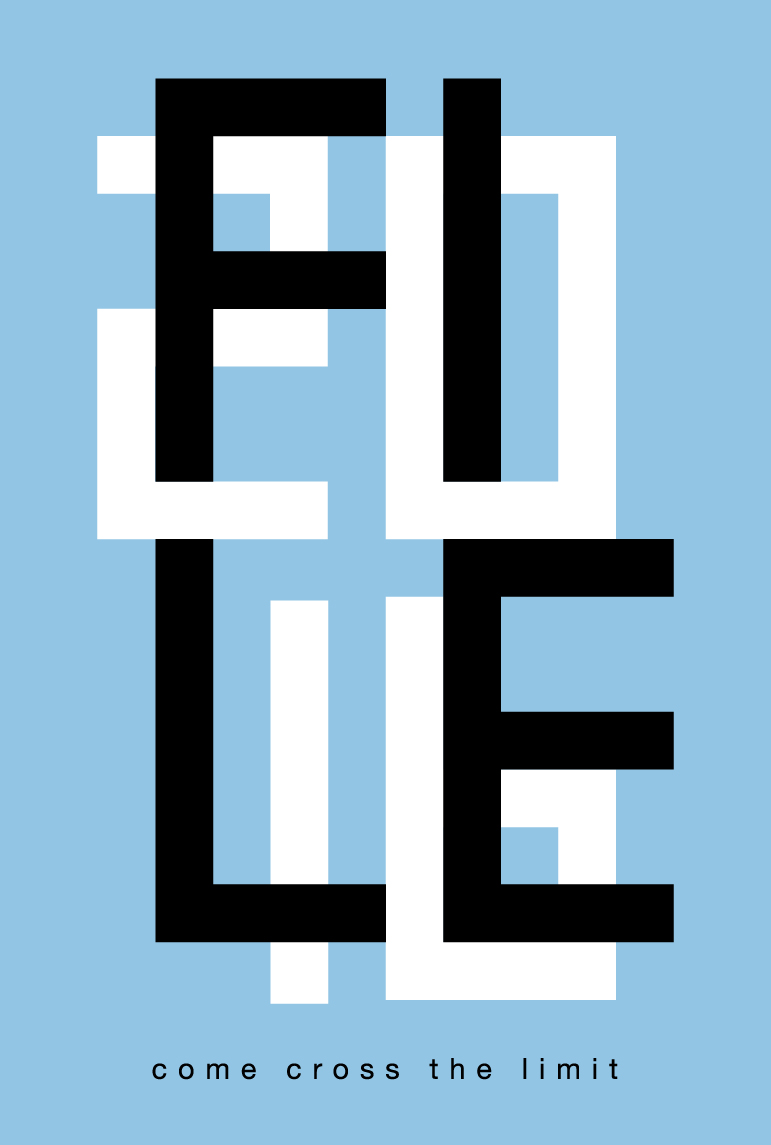
Cartaz do FILE SP 2016 - Venha Passar do Limite

Com o tema "Venha passar do limite", a edição de 2016 representou a 17º realização do evento e foi sediada na Capital paulista entre os dias 12 de julho e 28 de agosto. Ao todo, o evento deste ano recebeu quase 100 milhões de espectadores.
Esta edição teve a curadoria realizada pela dupla Paula Perissinotto e Ricardo Barreto e reuniu 331 obras, sendo quase todas instalações interativas, trabalhos feitos com ferramentas tridimensionais, jogos eletrônicos, artes em vídeo, animações e performances. As produções foram idealizadas e produzidas por 339 artistas de 31 países, sendo 29 artistas brasileiros. Dentre as obras, é possível citar:
- The Night Cafe, de Mac Cauley (animador norte-americano), que utiliza do óculos 3D para imergir o público para e dentro da tela homônima de Van Gogh.
- Sentido Único, de Angella Conte (brasileira), que consiste em uma escada inundada pela água, caindo, numa espécie de cachoeira em led show.
- Robinson, de Ting-Tong (chinês). É um autômato com orelhas pontudas que se expressa de forma assustadora, lembrando um monstro.
- Be boy, Be girl, dos idealizadores Frederick Duerink e Marleine van der Werf (holandeses), que projetam na instalação uma ilha paradisíaca (mostram uma praia do Havaí em 360 graus, incluindo o sentido do calor, cheiro de filtro solar e percepção de sons variados de acordo com o movimento da cabeça, graças ao áudio omni). O nome é justificável porque, para entrar no ambiente, é necessário escolher um gênero que não seja necessariamente o biológico, é permitido ser o que quiser.
- Vídeo-Boleba, de Celina Portella (brasileira), que cruza os dois ambientes: virtual e real. Sua obra consiste em dois garotos brincando com bolinhas de gude em revezamento. Quando elas não são mais vistas no quadro, aparecem na realidade pela lateral da tela, deixando o público incrédulo por vê-las em sua frente. O cenário virtual também é composto com uma televisão instalada ao nível do chão. É simplificada, porém não deixa de causar grande impacto no espectador.
- Ink Fall, de Seph Li (chinês), que remete o espectador a voltar 3 mil anos na História, indo parar onde os pintores do Oriente retratavam cachoeiras e montanhas, as Sanshui. Com o dedo sobre a tela, ocorre a simulação da pintura chinesa, com sensação dos movimentos dos próprios pintores e do som de cordas a cada gesto. Para tal obra, foi necessária a utilização de um software com mais de 4 mil traços diferentes de tinta.
- Kalejdoskop, de Karina Simigla-Bobinski, é uma obra que se assemelha a trabalhos do passado, uma vez que, involuntariamente, reedita o experimento de Amélia Toledo, chamados por ela própria de 'discos tácteis', originalmente, em 1970. No caso da obra alemã, o efeito psicodélico é induzido pela deslocação das tintas ao se pressionar o dedo sobre as camas de folha de PVC.

É um Festival heterogêneo, como a própria curadora afirma: “Não é possível detectar uma tendência na arte eletrônica, uma convergência de linguagens”, observa Paula Perissinotto.

## 2017 (18ª edição)

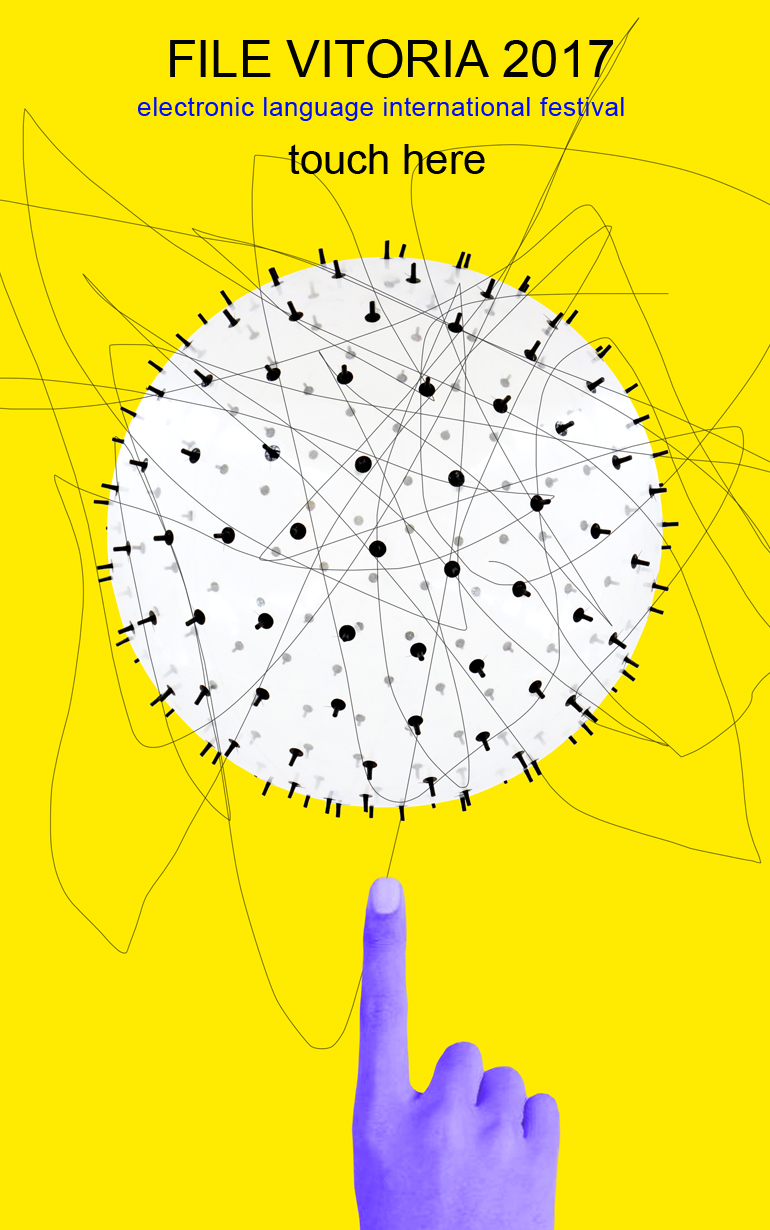
Cartaz do FILE Vitória 2017 - Toque Aqui

As inscrições para a 18ª edição da FILE se encerraram dia 15 de novembro de 2016. A exposição ocorrerá em julho, na Galeria de Arte do SESI-SP, no Centro Cultural FiESP. Este ano são três categorias principais: Arte Interativa, Linguagem Digital e Sonoridade Eletrônica. A grande novidade do evento é que serão distribuídos prêmios simbólicos para os 3 primeiros colocados nas categorias GIF, animação e videoarte. Além de 3 menções honrosas. As categorias especificas são: 
- Sonoridade Eletrônica: Todas as obras na área dos sons, tendo assim uma extensão que ultrapassa o âmbito da música e aberta a trabalhos interdisciplinares, como: Rádio Arte, Música Eletrônica Erudita, Poesia Sonora, Arte Sonora, Paisagem Sonora, Instalações Sonoras, Outros.
- Arte Interativa: Todas as obras de arte que fazem uso de mídias interativas e que mesclam arte, ciência e tecnologia, como: Objetos Digitais, Grafites Eletrônicos, Mesas Multitoques, Realidade Aumentada, Projeções Outdoors e outros.
- Linguagem Digital:  Todas as obras que fazem uso das mídias digitais, como: Novas Interfaces; Hipertextos; GIF; Realidades Virtuais com óculos 3D; Design Digital; Animações; Jogos Digitais; Robótica; Inteligência Artificial; outros.[7]

Em 2017, o Festival Internacional da Linguagem Eletrônica teve sua primeira edição em Vitória, capital do Espírito Santo. De entrada gratuita, o evento aconteceu de 18 de abril a 11 de junho. A exposição ocorreu no Sesi Arte Galeria, com área de 800m² e reuniu obras de artistas de quatorze países: Brasil, Alemanha, Austrália, Argentina, Canadá, Dinamarca, Espanha, Eslováquia, Estados Unidos da América, França, Inglaterra, México, Suécia, Portugal e Sérvia, com o objetivo de aproximar o público com exposições interativas. Ao todo, foram sete instalações interativas, quatro vídeo-games à disposição do público e 20 animações.
Além das edições de São Paulo e Vitória, o Festival Internacional da Linguagem Eletrônica também teve edição em São Luís, no Maranhão, em 2017. Com 35 obras de artistas nacionais e internacionais, a mostra inaugurou o Centro Cultural Vale Maranhão (CCVM), que passou por reforma em 2012. A edição foi uma parceria entre as empresas Vale e Fundação Vale com o Ministério da Cultura. Com entradas gratuitas, o FILE aconteceu dos dias 11 de abril a 4 de junho. Com atrações similares às da mostra em São Paulo e Vitória, um dos principais projetos é do artista Mac Cauley, que permite interação com obras do pintor holandês Van Gogh.

## Tabela
Tabela com todas as edições do FILE.
| Cartaz | Edição                                                           | Local                                                      | Ano        | Ref. |
| ------ | ---------------------------------------------------------------- | ---------------------------------------------------------- | ---------- | ---- |
|        | FILE São Paulo 2001                                              | Museu da Imagem e do Som de São Paulo                      | 2001       |      |
|        | FILE São Paulo 2000                                              | Museu da Imagem e do Som de São Paulo                      | 2000       |      |
|        | FILE SP 2019 - 20 anos de FILE, 20 anos de arte e tecnologia     | Centro Cultural Fiesp                                      | 2019       |      |
|        | FILE Belo Horizonte 2018 - A Arte Eletrônica na Época Disruptiva | Centro Cultural Banco do Brasil                            | 2018       |      |
|        | FILE Rio de Janeiro 2018 - A Arte Eletrônica na Época Disruptiva | Centro Cultural Banco do Brasil (Rio de Janeiro)           | 2018       |      |
|        | FILE SP 2018 - O Corpo é a Mensagem                              | Centro Cultural Fiesp                                      | 2018       |      |
|        | FILE Brasília 2017 - A Arte Eletrônica na Época Disruptiva       | Centro Cultural Banco do Brasil (Brasília)                 | 2017       |      |
|        | FILE PAI 2017 - Paulista Avenida Interativa                      | Avenida Paulista                                           | 2017       |      |
|        | FILE São Luís 2017 - Não Deixe Essa Onda Passar                  | Centro Cultural Vale Maranhão                              | 2017       |      |
|        | FILE Solo 2017                                                   | Centro Cultural Banco do Brasil                            | 2017       |      |
|        | FILE SP 2017 - O Borbulhar de Universos                          | Centro Cultural Fiesp                                      | 2017       |      |
|        | FILE Vitória 2017 - Toque Aqui                                   | Sesi Arte Galeria                                          | 2017       |      |
|        | FILE SP 2016 - Venha Passar do Limite                            | Centro Cultural Fiesp                                      | 2016       |      |
|        | FILE Anima+Games RIO 2015 - Os Van Goghs irão                    | Centro Cultural Oi Futuro                                  | 2015       |      |
|        | FILE São Paulo 2015 - The New e-Motion                           | Centro Cultural Fiesp                                      | 2015       |      |
|        | FILE Anima+ RIO 2014                                             | Centro Cultural Oi Futuro                                  | 2014       |      |
|        | FILE BH 2014                                                     | Centro Cultural Oi Futuro BH                               | 2014       |      |
|        | FILE Curitiba 2014                                               | Centro Cultural Sistema Fiep                               | 2014       |      |
|        | FILE Games RIO 2014                                              | Centro Cultural Oi Futuro                                  | 2014       |      |
|        | FILE RIO 2014                                                    | Centro Cultural Oi Futuro                                  | 2014       |      |
|        | FILE São Paulo 2014 - No Rastro Digital                          | Centro Cultural Fiesp                                      | 2014       |      |
|        | FILE Exposição - Cassino                                         | SESC Quitandinha                                           | 2013       |      |
|        | FILE Games RIO 2013 - Game Lover                                 | Centro Cultural Oi Futuro                                  | 2013       |      |
|        | FILE São Paulo 2013                                              | Centro Cultural Fiesp                                      | 2013       |      |
|        | FILE Hipersônica SP 2013                                         | Centro Cultural Fiesp                                      | 2013       |      |
|        | FILE RIO 2012                                                    | Centro Cultural Oi Futuro                                  | 2012       |      |
|        | FILE São Paulo 2012                                              | Centro Cultural Fiesp                                      | 2012       |      |
|        | FILE Hipersônica SP 2012                                         | Centro Cultural Fiesp                                      | 2012       |      |
|        | FILE Games RIO 2011 - Eu quero jogar                             | Centro Cultural Oi Futuro                                  | 2011       |      |
|        | FILE PAI 2011 - Paulista Avenida Interativa                      | Avenida Paulista                                           | 2011       |      |
|        | FILE POA 2011                                                    | Farol Santander                                            | 2011       |      |
|        | FILE São Paulo 2011                                              | Centro Cultural Fiesp                                      | 2011       |      |
|        | FILE Hipersônica RJ 2011                                         | Centro Cultural Fiesp                                      | 2011       |      |
|        | FILE Hipersônica SP 2011                                         | Centro Cultural Fiesp                                      | 2011       |      |
|        | FILE PAI 2010 - Paulista Avenida Interativa                      | Avenida Paulista                                           | 2010       |      |
|        | FILE PRIX LUX                                                    | Centro Cultural Fiesp                                      | 2010       |      |
|        | FILE RIO 2010                                                    | Centro Cultural Oi Futuro                                  | 2010       |      |
|        | FILE São Paulo 2010                                              | Centro Cultural Fiesp                                      | 2010       |      |
|        | FILE 10 Nurbs Proto 4KT - FILE São Paulo 2009                    | Centro Cultural Fiesp                                      | 2009       |      |
|        | FILE Games Rio 09 - 8 bit Game People                            | Centro Cultural Oi Futuro                                  | 2009       |      |
|        | FILE Hipersônica Rio 09 - 8 BIT Game People                      | Museu de Arte Moderna do Rio de Janeiro                    | 2009       |      |
|        | FILE RIO 2009                                                    | Centro Cultural Oi Futuro                                  | 2009       |      |
|        | FILE Porto Alegre 2008                                           | Farol Santander                                            | 2008       |      |
|        | FILE RIO 2008                                                    | Centro Cultural Oi Futuro                                  | 2008       |      |
|        | FILE São Paulo 2008 - Oito Milhões de Pixels                     | Centro Cultural Fiesp                                      | 2008       |      |
|        | FILE RIO 2007                                                    | Centro Cultural Oi Futuro                                  | 2007       |      |
|        | FILE São Paulo 2007                                              | Centro Cultural Fiesp                                      | 2007       |      |
|        | FILE Hipersônica 2007                                            | Museu de Arte Moderna do Rio de Janeiro                    | 2007       |      |
|        | FILE RIO 2006                                                    | Centro Cultural Oi Futuro                                  | 2006       |      |
|        | FILE São Paulo 2006                                              | Centro Cultural Fiesp                                      | 2006       |      |
|        | FILE Hipermídias 2005                                            | Centro Cultural Fiesp                                      | 2005       |      |
|        | FILE São Paulo 2004                                              | Centro Cultural Fiesp                                      | 2004       |      |
|        | FILE São Paulo 2003 - Novas Mídias                               | Paço das Artes                                             | 2003       |      |
|        | FILE São Paulo 2002                                              | Paço das Artes                                             | 2002       |      |
|        | FILE ALIVE / ARQUIVOVIVO                                         | FILEedu                                                    | 2021-03-29 |      |
|        | Interactive Media Art Festival Reinvented (IMAFR)                | FILEedu                                                    | 2020-10-06 |      |
|        | FILE SÃO PAULO 2023 - Singularidades Interativas                 | Centro Cultural Fiesp                                      | 2023       |      |
|        | ANO-LUZ 2023                                                     | Centro Cultural Oi Futuro                                  | 2023       |      |
|        | FILE SÃO PAULO 2015 / METRÔ                                      | Estação Consolação Estação Trianon-Masp                    | 2015       |      |
|        | FILE SÃO PAULO 2014 / METRÔ - Performances Pós-Selfie            | Estação Consolação Estação Trianon-Masp Estação Brigadeiro | 2014       |      |
|        | FILE SÃO PAULO 2022 - Supercriatividade                          | Centro Cultural Fiesp                                      | 2022       |      |
|        | ANIMA+GAMES 2022 - Realidade Aumentada                           | Shopping Cidade de São Paulo e a Torre Matarazzo           | 2022       |      |

∑ 62 items.